# Chapelle (cràter)
Chapelle és un cràter d'impacte en el planeta Venus de 22 km de diàmetre. Porta el nom de Dickey Chapelle (1919-1965), fotoperiodista de guerra estatunidenca morta al Vietnam, i el seu nom va ser aprovat per la Unió Astronòmica Internacional el 1991.